# Giuseppe Ciminelli
Giuseppe Ciminelli (Chiaromonte, 13 dicembre 1959) è un militare italiano, vicebrigadiere insignito della medaglia d'oro al valor civile.

## Biografia
In servizio presso il nucleo radiomobile di Milano il 14 maggio 1999 rimase coinvolto con altri militari, maresciallo ordinario Luigi Mangano, appuntato Rocco Iannelli, carabiniere Pierpaolo Frau, nel comune di Milano, in un conflitto a fuoco con alcuni pregiudicati che stavano assaltando un furgone portavalori, facendo fuggire i malviventi.
Con decreto del presidente della Repubblica datato 31 maggio 2000 gli fu tributata la medaglia d'oro al valor civile.

il 27 gennaio 2013 in occasione della giorno della memoria, a Como, con la consegna avvenuta dalle mani del prefetto, è stato conferito al militare dell'Arma dei Carabinieri ora in congedo, Giuseppe Ciminelli, il cavalierato dell'Ordine al merito della Repubblica italiana.